# Jen Wilson
Jen Wilson (* 1944  in Mount Pleasant,  Swansea; † 8. Mai 2023) war eine britische Sozialhistorikerin und Jazzmusikerin (Piano, Komposition), die zudem als Gründerin von Women in Jazz und später von Jazz Heritage Wales hervortrat.

## Leben und Wirken
Wilson ist eine autodidaktische Jazzpianistin. Bereits 1958 trat sie als Pianistin im Swansea Glanmor Jazz Club auf. Mit 16 Jahren brach sie die Schule ab, weil das Klavier abgesperrt wurde, um sie daran zu hindern, Jazzmusik zu spielen. Zu dieser Zeit reiste sie mit ihrem Bruder John, der Schlagzeuger war und in dessen Band sie spielte, nach London und besuchte anschließend den Ronnie Scott’s Jazz Club. Sie arbeitete als Stenotypistin in einem Schifffahrtsbüro in Swansea.
Wilsons eigentliche Ausbildung begann Anfang der 1980er Jahre im Swansea Women’s Centre. Im Rahmen ihrer Forschungsprojekte zur Sozialgeschichte der Frauen in Wales beschäftigte sie sich mit auch Jazzmusikerinnen und -Sängerinnen, was schließlich 1986 zur Gründung der Organisation Women in Jazz führte. Zu deren Förderern gehörten Cleo Laine, Paula Gardiner und Huw Warren. Seit dieser Zeit entstand ihre Sammlung aus mündlichen Überlieferungen, Jazz-Noten, Büchern, Artefakten und Schallplatten. Seit dieser Zeit spielte Wilson eine zentrale Rolle bei der Förderung der Jazzmusik in Wales und bei der Dokumentation ihrer Geschichte und gesellschaftlichen Auswirkungen – und insbesondere der Rolle der Frauen im Jazz. Nachdem sie 1996 einen Master of Science in Women’s Studies an der University of Wales, Swansea absolviert hatte, legte sie 2019 das Buch Freedom Music: Wales, Emancipation and Jazz 1850-1950 vor. Weiterhin gab sie das Buch Those Saturday Nights: Swansea’s Tower Ballroom heraus.
2011 legte Wilson mit ihrem Sextett das Album „Twelve Poems“, The Dylan Thomas Suite vor, mit eigenen Kompositionen inspiriert von Gedichten des walisischen Lyrikers Dylan Thomas. „Die Art und Weise, wie Sängerin Margot Morgan die langen poetischen Phrasen kraftvoll ausschüttet und überzeugend vorträgt,“ könne mit der Art und Weise verglichen werden, „wie Charlie Parker seine melodischen Linien hervorbringt“, schrieb Charlotte Keeffe. Thelonious Monks verschlungene, aufgeregte Gedankengänge würden durch die Freisetzung bestimmter phonetischer Laute erkundet.
Wilsons Recherchen bildeten die Grundlage für die Ausstellung How jazz came to Wales, die 2016 im Swansea Museum gezeigt wurde. Weiterhin hat ihre sozialhistorische Arbeit und ihr Archiv Rundfunkrogramme ermöglicht wie Alan Platers dreiteiliges Drama für BBC Radio 4 (1991) „Devil's Music“ und „The Lost Women of British Jazz“, das 2015 für den Prix Europa nominiert wurde und dort den fünften Platz belegte. Sie wurde mit dem WCVA Wales Volunteer of the Year 2014 und dem Point of Light Award von Premierminister David Cameron 2015 ausgezeichnet. Außerdem wurde sie 2016 von der University of Wales Trinity St David zur Honorarprofessorin ernannt. 2017 wurde sie von der Walisischen Regierung mit dem St. David’s Award for Culture ausgezeichnet.